# Göhlen
Göhlen is een gemeente in de Duitse deelstaat Mecklenburg-Voor-Pommeren, en maakt deel uit van het Landkreis Ludwigslust-Parchim.
Göhlen telt 564 inwoners.
Tot de gemeente behoort o.a. het plaatsje Leussow, dat tot 26 mei 2019 een zelfstandige gemeente is geweest.